# Vaulx-en-Velin
Vaulx-en-Velin település Franciaországban, Métropole de Lyon különleges státuszú nagyvárosban (métropole: nagyjából „megyei jogú város”). Lakosainak száma 52 448 fő (2022. január 1.). Vaulx-en-Velin Miribel, Neyron, Bron, Villeurbanne, Décines-Charpieu és Rillieux-la-Pape községekkel határos.

## Népesség
A település népessége az elmúlt években az alábbi módon változott:
| Lakosok száma | 44 087 | 47 313 | 48 906 | 49 658 | 50 823 | 52 795 | 51 761 | 52 139 | 52 448 |
|               | 2013   | 2015   | 2016   | 2017   | 2018   | 2019   | 2020   | 2021   | 2022   |